# Tricorder

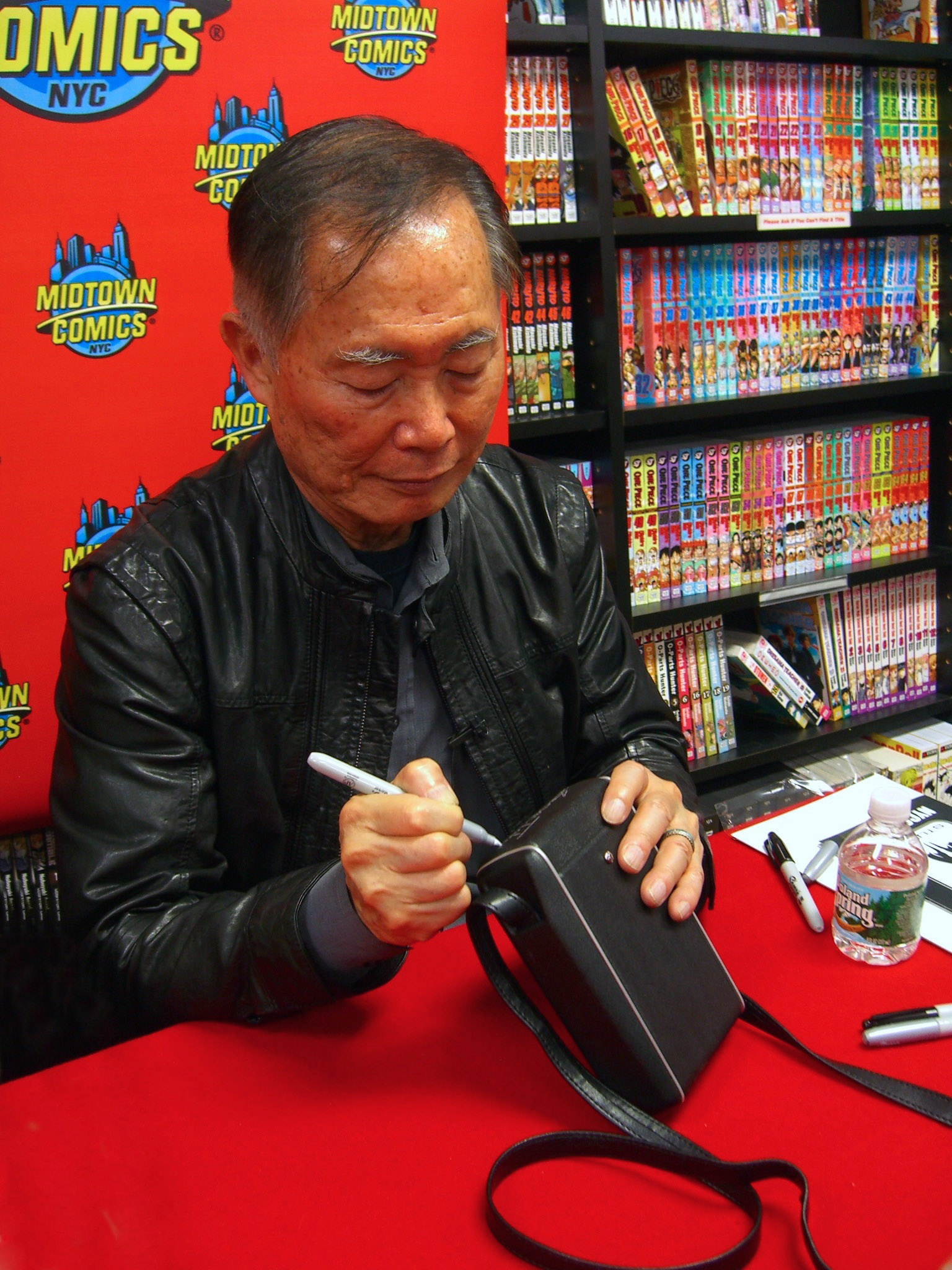
Actorul George Takei oferind un autograf pe un tricorder la Midtown Comics din Manhattan.

În universul fictiv științifico-fantastic Star Trek, un tricorder este un dispozitiv multifuncțional de mână utilizat la scanarea senzorilor (de mediu), analiza datelor și înregistrarea acestora.
Trei variante inițiale ale tricorderului apar în Star Trek, emise de organizația fictivă Flota Stelară. Tricorderul standard este un dispozitiv de folosință universală, folosit în principal pentru a cerceta zone necunoscute, a examina detaliat lucrurile vii și pentru a înregistra și revizui datele tehnice. Tricorderul medical este utilizat de medici pentru a ajuta la diagnosticarea bolilor și pentru a colecta informații despre un pacient; diferența principală între acesta și un tricorder standard este un scaner detașabil de mână de înaltă rezoluție stocat într-un compartiment al tricorderului atunci când nu este utilizat. Tricorderul de inginerie este un dispozitiv foarte bine reglat pentru scopurile ingineriei navale. Există, de asemenea, multe alte tipuri mai puțin utilizate de tricorderuri special. Cuvântul "tricorder" este o abreviere a numelui complet al dispozitivului, "TRI-function reCORDER", cu referire la funcțiile principale ale dispozitivului: detectarea, calculul și înregistrarea.

## Legături externe
- en Tricorder la Memory Alpha (site wiki pentru Star Trek)
- Life imitates Star Trek[nefuncțională]
- Star Trek medical device uses ultrasound to seal punctured lungs
- http://www.tricorderproject.org/index.html